# Erworbene perforierende Dermatose
Die erworbene perforierende Dermatose ist eine knötchenbildende, juckende Hauterkrankung die bei etwa 10 % der Dialysepatienten, bei Patienten mit fortgeschrittener chronischer Nierenkrankheit, bei Nierentransplantierten und bei Diabetikern auftritt.

## Pathogenese
Die erworbene perforierende Dermatose ähnelt der Idiopathischen perforierenden Dermatose (Morbus Kyrle), tritt aber in Zusammenhang mit chronischen Nierenversagen oder anderen Systemerkrankungen auf. Das Risiko der Erkrankung ist besonders hoch bei Diabetikern oder Menschen schwarzer Hautfarbe.
Möglicherweise liegt eine Störung der transdermalen Elimination von Hautbestandteilen vor.
Die Ursache dieser Störung ist nicht bekannt.
Vermutet werden unter anderen
- eine Störung des Wachstums von Epidermis oder Bindegewebe der Haut,
- Kratzen, das zu Nekrosen und Entzündungsreaktionen der Haut führt,
- eine Fremdkörperreaktion auf eine veränderte Zusammensetzung der Haut und
- Ablagerungen von Harnsäure-Kristallen in der Haut, die zu einer Entzündungsreaktion führen.

## Klinik
Es bilden sich gewölbte Knötchen (Papeln) mit einem Durchmesser von 2 bis 8 mm, die in ihrem Zentrum einen verhornten Pfropfen enthalten. Die Papeln können zu linearen Strukturen verschmelzen. Häufig treten sie am Körperstamm, Oberarmen und Oberschenkeln, an behaarten Körperregionen, Gesicht und Kopfhaut auf. Die Papeln können entlang von Kratz-Marken auftreten (Isomorpher Reizeffekt). Auf heller Haut erscheinen die Läsionen rosa, auf dunkler Haut sind die Papeln hyperpigmentiert. Häufig findet sich eine zentrale Einziehung. Es besteht ein intensiver Juckreiz.

## Histologie
Die feingewebliche (histologische) Untersuchung zeigt Einstülpungen der Epidermis mit einem verhornten Pfropfen, der basophilen Zellschutt enthält. In den Läsionen können Haarfollikel oder deren Fragmente, Harnsäure- oder Hydroxylapatit-Kristalle enthalten. In den Papeln kommt es im Laufe der Zeit zu einer chronischen Entzündungsreaktion mit Bildung von Granulomen.

## Therapie
Die Erkrankung ist hartnäckig, die Behandlung ist schwierig.
Eingesetzt werden unter anderem:
- Hautcremes mit hohem Feuchtigkeitsgehalt,
- Corticoide zur äußerlichen Anwendung,
- hornlösende Substanzen (Keratolytika),
- Retinoide zur äußerlichen Anwendung,
- Isotretinoin zur Einnahme oder
- Vitamin A.